# فرودگاه بیگ بیور
فرودگاه بیگ بیور (به انگلیسی: Big Beaver Airport) یک فرودگاه خصوصی با کد یاتا 3BB است . این فرودگاه در کشور ایالات متحده آمریکا قرار دارد .